# Hengsberg
Hengsberg är en ort och kommun i Österrike. Den ligger i distriktet Leibnitz i förbundslandet Steiermark.
Kommunen består av nio orter (Ortschaften) (inom parentes invånarantal 1 januari 2024):

- Flüssing (135)
- Hengsberg (211)
- Kehlsdorf (138)
- Komberg (197)
- Kühberg (100)
- Leitersdorf (126)
- Matzelsdorf (163)
- Schrötten an der Laßnitz (284)
- Schönberg an der Laßnitz (193)